# Défense (dent)
Pour les articles homonymes, voir défense.
Les dents et les défenses ont la même origine. Les dents ont des structures spécialisées adaptées pour mastiquer la nourriture. Les défenses sont de grosses dents projetées au-delà des lèvres qui ont évolué et donnent probablement à leur porteur un avantage évolutif. Il peut s'agir d'incisives (cas des éléphants) ou de canines (cas des sangliers).
Les défenses sont utilisées par l'homme pour réaliser une multitude d'objets, ce qui alimente le braconnage.

## Structure

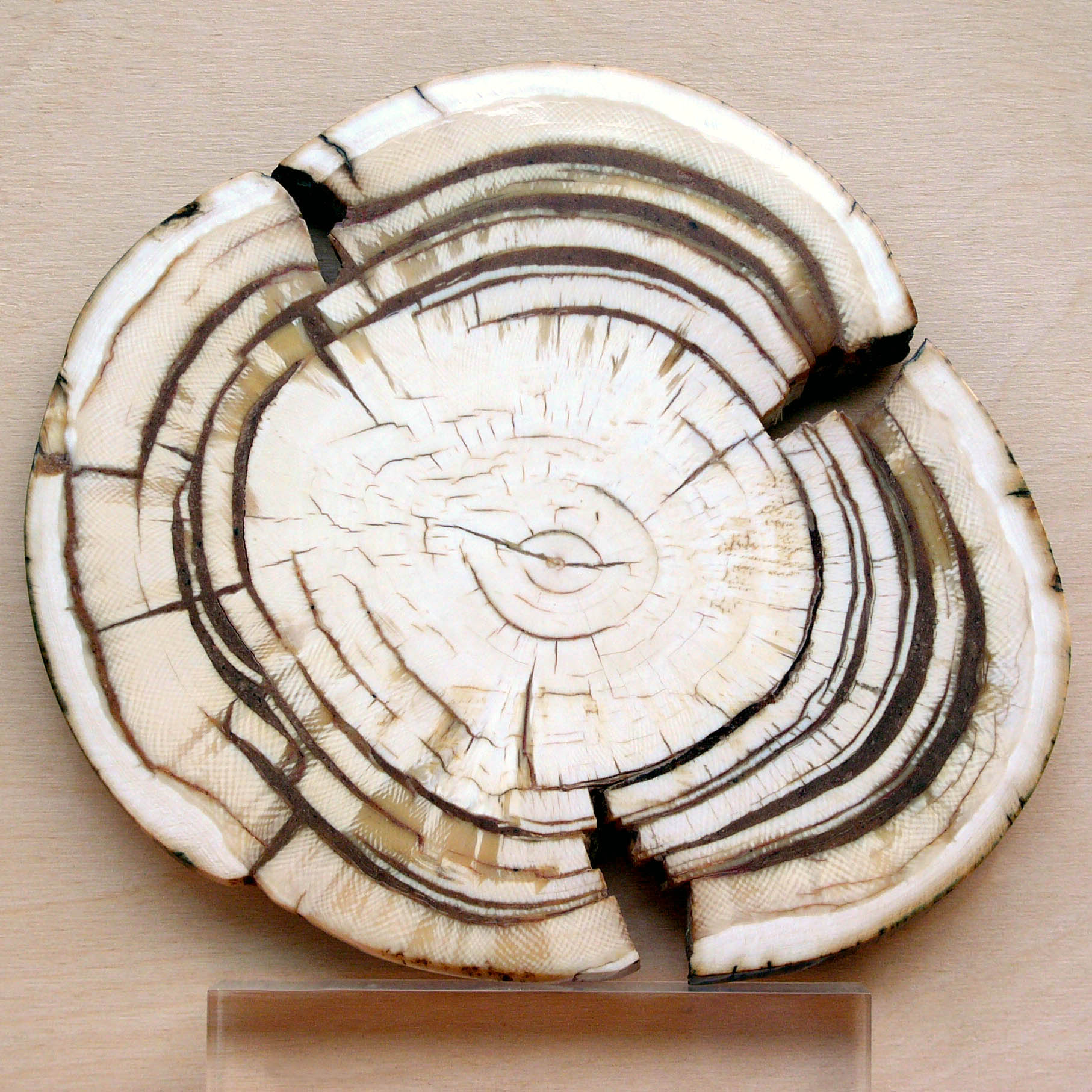
Section à travers une défense de mammouth.

Les dents de la plupart des mammifères consistent en une racine et une couverture ; elles ont la même structure : pulpe, dentine, cément et émail. La partie la plus interne est la cavité de la pulpe qui est un espace vide dans la dent, et qui se moule sur la forme de la pulpe.
Les cellules odontoblastiques sont alignées sur la cavité de la pulpe et sont responsables de la production de la dentine. La dentine, qui est le principal composant des objets en ivoire sculpté, forme une couche d'épaisseur constante autour de la cavité de la pulpe et en constitue la masse.
La dentine est un tissu conjonctif minéralisé avec une matrice organique de protéines de collagène. Le composant inorganique de la dentine est la dahllite. La dentine contient une structure microscopique appelée tubule dentinal : ce sont des micro-canaux qui rayonnent vers l'extérieur par la dentine à partir de la cavité de la pulpe jusqu'à la frontière externe du cément. Ces canaux ont des configurations différentes selon les ivoires et leurs diamètres sont compris entre 0,8 et 2,2 micromètres. Leur longueur est déterminée par le rayon de la défense. La configuration tridimensionnelle du tubule dentinal est déterminée génétiquement et est donc une caractéristique spécifique à l'ordre biologique.

## Espèces possédant des défenses

### Éléphants

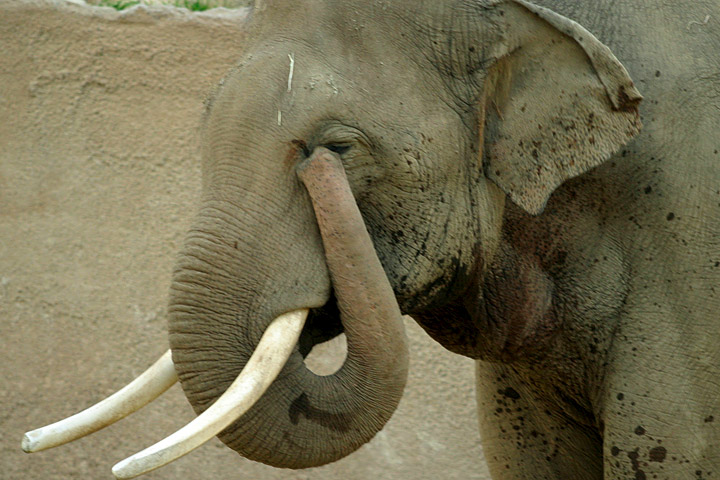
Éléphant.

Les défenses sont les incisives supérieures des éléphants, et des espèces apparentées, comme les mammouths ou mastodontes, ou des espèces encore plus anciennes comme le phosphatherium.
Ce sont les défenses d'éléphants qui alimentent le plus le trafic de l'ivoire. Elles servent à creuser le sol pour trouver de la nourriture ou lors des combats. Elles pèsent entre vingt-cinq et cent-vingt kilogrammes.
Les mastodontes avaient des défenses non seulement à la mâchoire supérieure, mais aussi à la mâchoire inférieure.

### Suidés

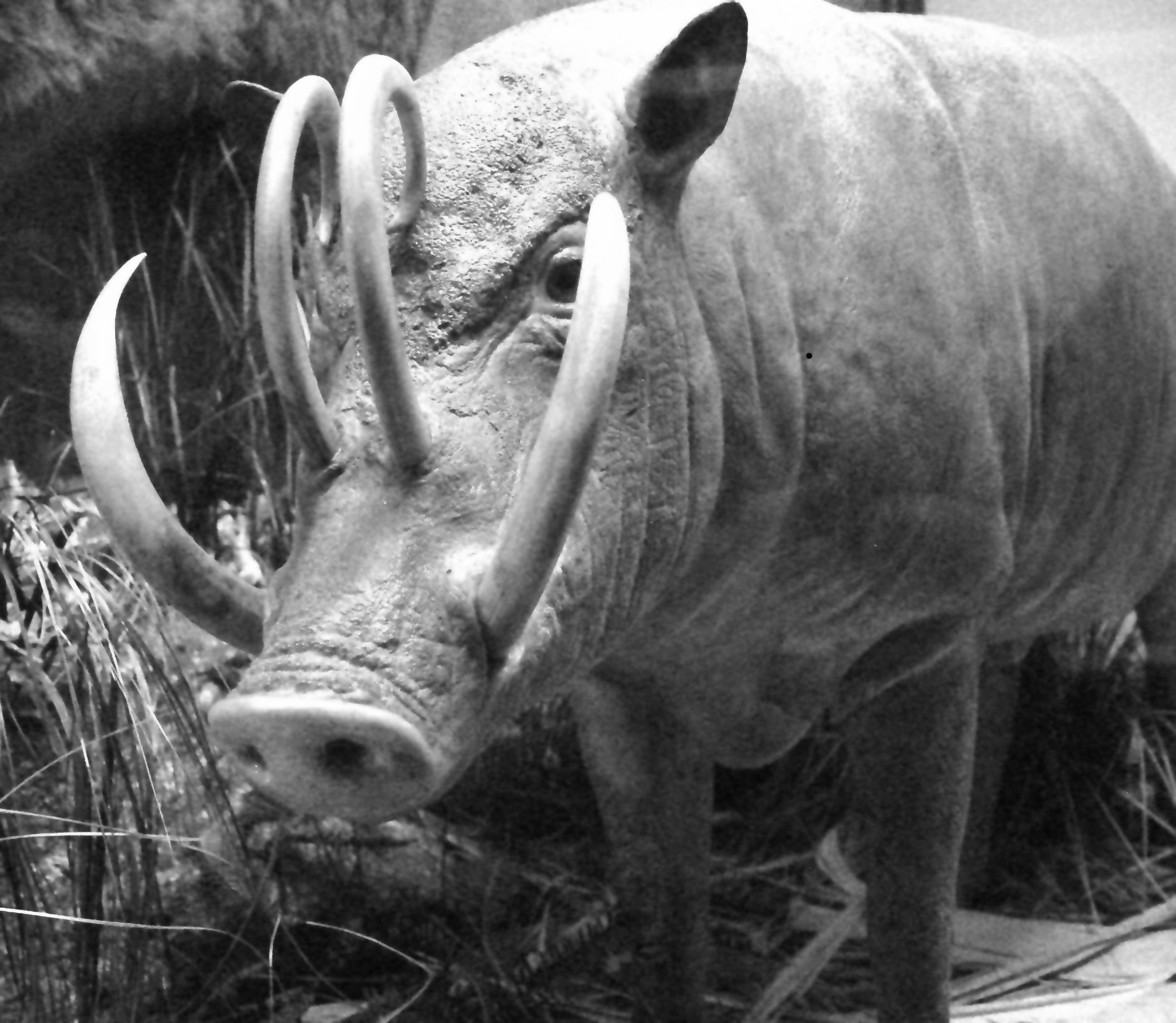
Babiroussa.

Sangliers, phacochères... possèdent de grandes canines recourbées vers l'extérieur de la bouche.
Les babiroussas ont deux paires de défenses dont l'une pousse à travers l'os de la mâchoire supérieure pour ressortir sur le dessus du groin.

### Hippopotames

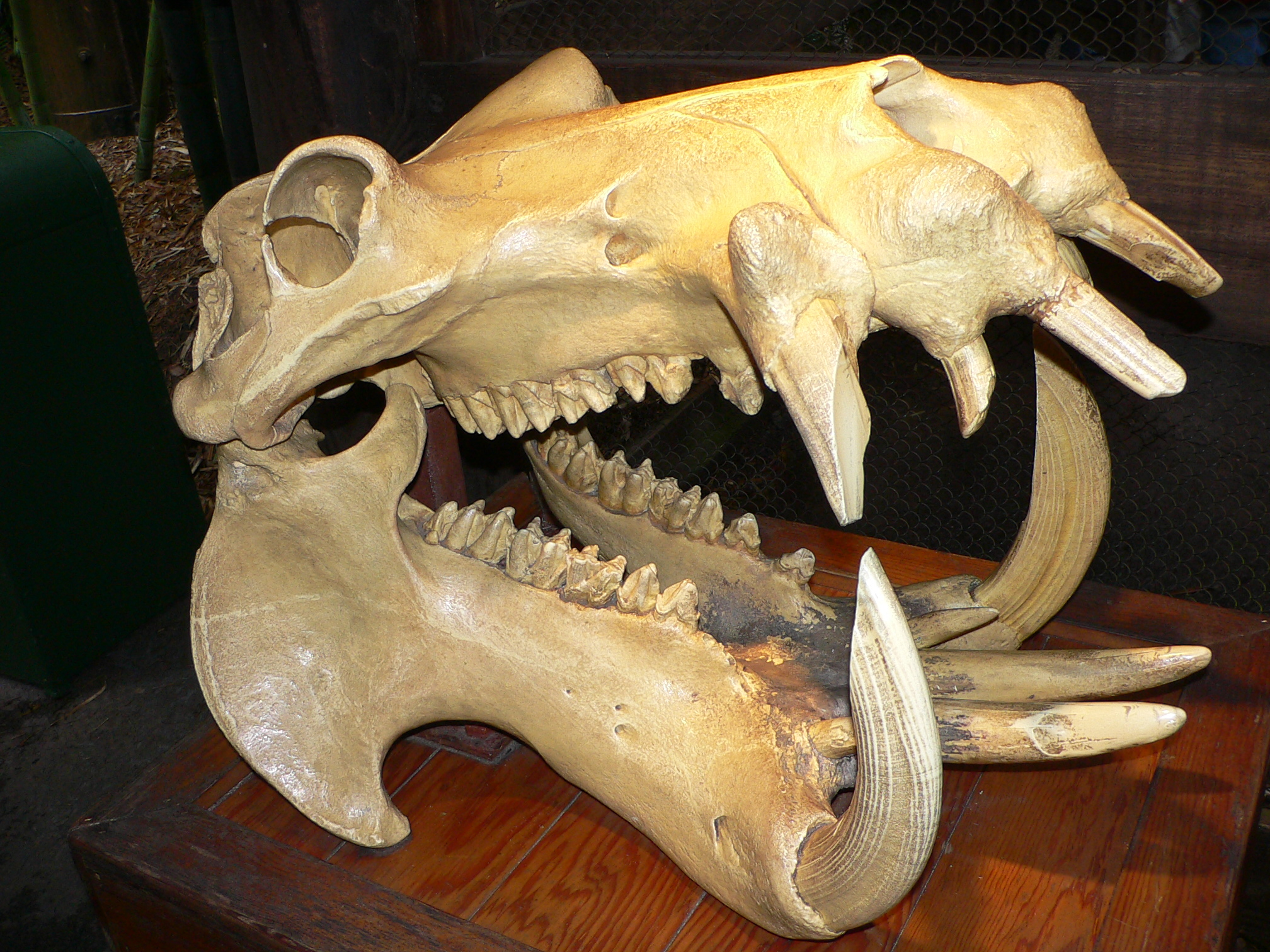
Crâne d'un hippopotame montrant les grosses canines.

Les canines de l'hippopotame sont également appelées défenses.

### Morses

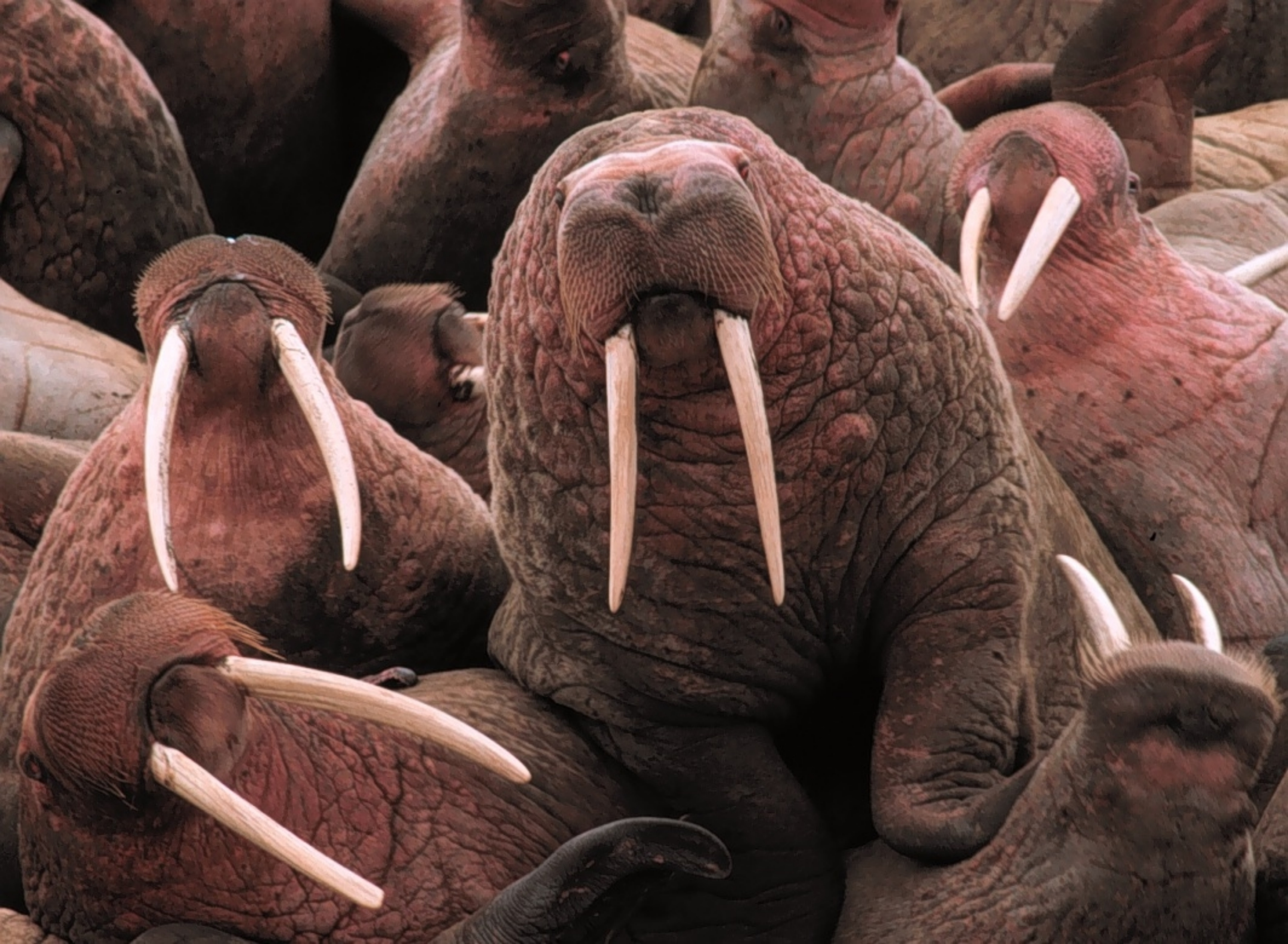
Morses.

D'autres animaux comme le morse possèdent également des défenses. Les défenses de morse mesurent plus d'un mètre de long chez les mâles. Les esquimaux s'en servent pour la confection d'objets traditionnels.

### Narvals
De la même manière, la défense du narval mâle est une longue dent hypertrophiée (une incisive ou plus probablement une canine) pointée vers l'avant. On l'a longtemps confondue avec la corne des licornes.
Cette dent a son émail à l'intérieur et la pulpe à l'extérieur,. L’animal ne s’en sert pas pour briser la glace et, au cours des combats, il évite soigneusement de l’endommager[réf. nécessaire].
C'est un organe qui contient des millions de capteurs sensoriels. Il sert au narval à rechercher sa nourriture, à la navigation et à la recherche de partenaires lors de la reproduction. C'est la dent connue la plus complexe d'un point de vue neurologique.
Un mâle sur 500 montre la présence de deux défenses plutôt qu'une seule, et une minorité de femelles sont pourvues d’une telle dent (moins de 1,5 % ou de 15 % selon les sources).

### Moschidaes
Les moschidaes possèdent des défenses (canines) qui leur servent à faire fuir les prédateurs.
On les trouve dans plusieurs régions d'Asie, en Himalaya  ou en Sibérie notamment.

## Utilisation par l'homme

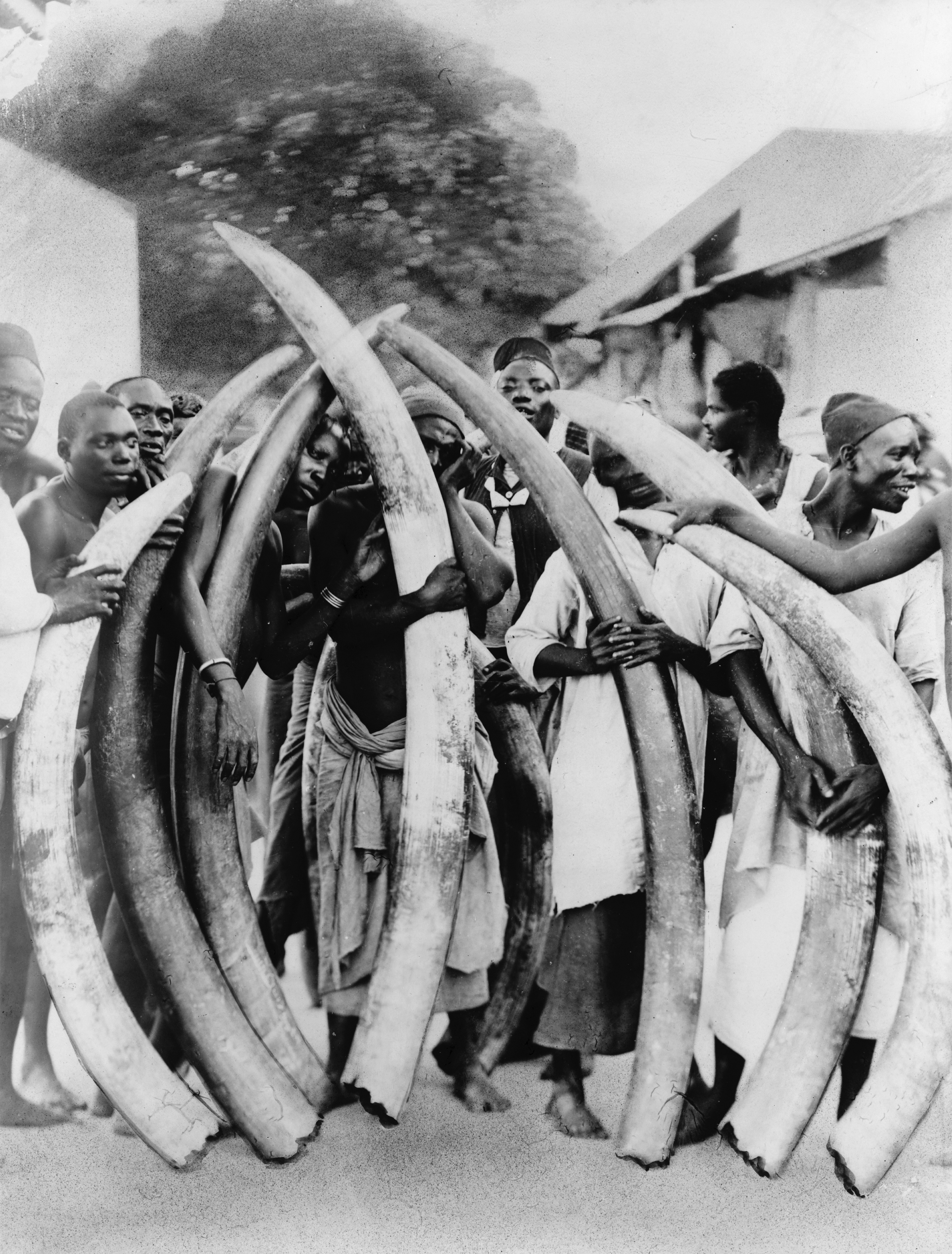
Défenses d'éléphant à Dar es Salaam, vers 1900.

Les défenses d'ivoire peuvent être taillées dans une variété presque infinie de formes et d'objets. Quelques exemples d'objets taillés en ivoire : petites statues, netsukes, bijoux, poignées de plats et assiettes, incrustations de meubles et touches de piano. Une sculpture chryséléphantine est composée d'ivoire et d'or.
De plus, les défenses et les dents du phacochère, du cachalot, de l'épaulard et de l'hippopotame peuvent aussi être creusées ou gravées en surface, conservant ainsi leurs formes originales comme des objets morphologiquement reconnaissables.